# Picodynastornithes
Picodynastornithes es un clado que contiene los órdenes Coraciiformes (carracas y martines pescadores) y Piciformes (carpinteros y tucanes). Esta agrupación también cuenta con respaldo actual e histórico de estudios moleculares y morfológicos. Este grupo fue definido en el PhyloCode por George Sangster y sus colegas en 2022 como «el clado corona menos inclusivo, que contiene a Coracias garrulus, Alcedo atthis y Picus viridis».